# Compota
La compota o composta és un plat a base de fruita cuinada. Consisteix en una mena de puré de fruita que, tallada o triturada, es cou amb aigua i sucre. A diferència de la melmelada o la confitura, la compota té menys del 14% de sucre afegit. És un plat que, en la seva forma actual, es va originar al Regne Unit al segle xvii.
A la cuina occitana, la francesa, a la cuina anglesa i a la cuina dels Estats Units la compota es prepara amb diverses fruites i es pot utilitzar com a farciment de pastissos, sent la més senzilla simplement una base de pasta rompuda coberta de compota. Sense sucre, o amb menors quantitats, la compota es pot fer servir com a acompanyament de carns.
La compota és molt popular a França i a algunes comarques del nord de la Catalunya del Sud. Es menja per postres.
A la cuina catalana la compota més comuna és la compota casolana de poma, aromatitzada amb canyella, nou moscada i pell de llimona. Són unes postres que tradicionalment es feien per a aprofitar pomes massa àcides o poc saboroses. La compota de poma s'acompanyava sovint amb pa de pessic.
Actualment les compotes i pastissos a base de compota se solen servir acompanyats amb crema o amb gelat de vainilla. També es pot afegir kirsch o rom a la compota.
Al mercat hi ha aliments infantils que es comercialitzen amb el nom de "compota".